# Embaixada de Angola em Brasília
A Embaixada do Angola em Brasília é a principal representação diplomática angolana no Brasil. O atual embaixador é Florêncio Mariano da Conceição e Almeida, no cargo desde setembro de 2019 .
Está localizada no Setor de Habitações Individuais Sul no Lago Sul, SHIS QL 6, Conjunto 05, Casa 01.

## História

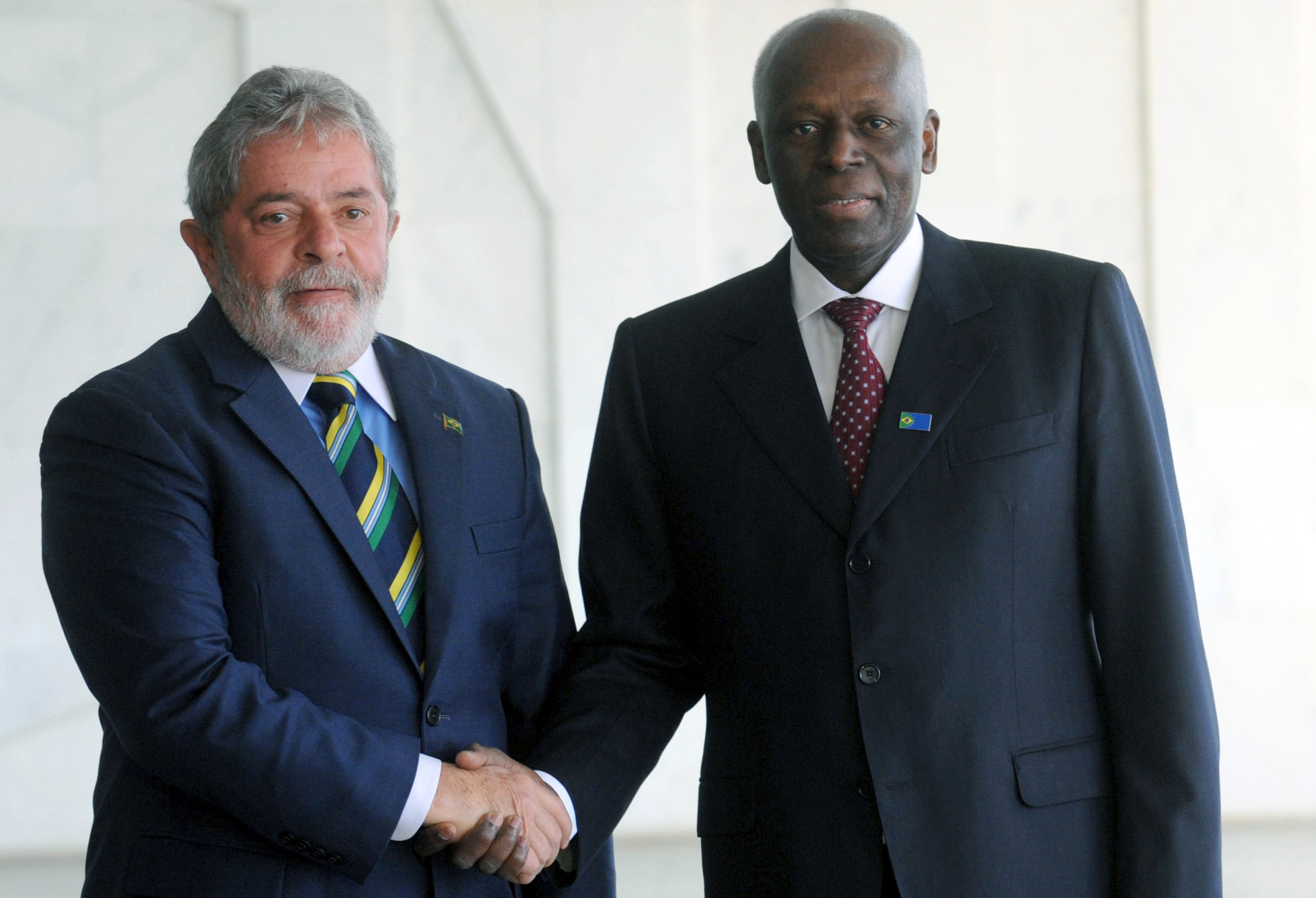
Os então presidentes de Brasil e Angola, Luiz Inácio Lula da Silva e José Eduardo dos Santos, em 2010. A relação entre os países, duas das maiores nações lusófonas do mundo, sempre foi cordial.

O Brasil e o Angola estabeleceram relações diplomáticas logo após a independência do país africano em 1975, a qual o Brasil foi o primeiro a reconhecer. A embaixada angolana está instalada atualmente em um espaço alugado no Lago Sul, mas já tem um terreno no Setor de Embaixadas Sul, na quadra 811, lote 37, para onde deve se mudar no futuro.

## Serviços
A embaixada realiza os serviços protocolares das representações estrangeiras, como o auxílio aos angolanos que moram no Brasil e visitantes vindos do Angola e também para os brasileiros que desejam visitar ou se mudar para o país africano - angolanos vem ao Brasil para estudos, negócios, comércio, lazer e tratamentos médicos, e o fluxo migratório de brasileiros para Angola também é considerável, com mais de 10 mil brasileiros atuando em áreas variadas no país.
Outras ações que passam pela embaixada são as relações diplomáticas com o governo brasileiro nas áreas política, econômica, cultural e científica. Os dois países tem um bom comércio entre eles, com valores que chegaram a 1 bilhão de dólares em 2008 - em 2018, foram 669 milhões de dólares. O Brasil importa petróleo e gás natural e exporta bens manufaturados, alimentícios e serviços, como de construção civil, setor onde o país tem forte atuação em Angola. Brasil e Angola mantém cooperações técnica nas área de educação, agropecuária, defesa e cultura, com esta última tendo um intercâmbio muito expressivo. A embaixada, como outras, realiza com frequência eventos que compartilham sua cultura com os brasileiros.